# Controversa identitară în Republica Moldova
Controversa identitară în Republica Moldova este o dezbatere politică din Republica Moldova și din România, inițiată oficial prin renunțarea președintelui Mircea Snegur la doctrina « Un popor, două state », la data de 29 iunie 1994, odată cu noua Constituție atunci adoptată. Prin această nouă Constituție, caracterul românesc (în sensul etnic, nu politic) al populației băștinașe și al limbii sale (recunoscut în momentul și prin declarația independenței Moldovei) a fost oficial negat, fiind înlocuit prin denumirea și caracterizarea « moldovenească », definită ca « diferită de cea românească ».
Izvorul inițial al controversei este însă cu mult anterior datei de 29 iunie 1994: este vorba de Tratatul de la București din 1812, prin care partea situată la răsărit de Prut a principatului Moldovei a intrat în componența imperiului Rusiei. Din acel moment, au intrat în concurență, pentru locuitorii acestui ținut formând gubernia Basarabiei, două concepții identitare potrivnice: « românismul » care promova unirea politică și culturală a tuturor vorbitorilor graiurilor est-romanice indiferent de împărățiile ale căror supuși erau (Imperiul Habsburgic, Imperiul Rus sau Imperiul Otoman), și « moldovenismul » susținut de autoritățile rusești, care promova deosebirea și despărțirea culturală și politică a vorbitorilor graiurilor est-romanice supuși ai « Țarului tuturor Rusiilor », de ceilalți.
Controversa identitară a cunoscut trei perioade de acalmie:
- Între datele de 2 februarie 1932 și 27 februarie 1938 când autoritățile sovietice au renunțat provizoriu la « moldovenism » pentru că au dat prioritate răspândirii comunismului în toată România asupra revendicării Basarabiei ca teritoriu fost rusesc.
- Între anii 1948 și 1975 când România comunistă și-a aliniat docil poziția politică și universitară pe cea « moldovenistă » a Uniunii sovietice. În acea perioadă, în ambele țări, cine evoca doar posibilitatea ca pozițiile oficiale să poată fi discutate, risca aspre pedepse mergând de la repartizarea în alte slujbe mai grele, mai prost plătite și îndepărtate, pînă la condamnarea la închisoare sau lagăr de muncă silnică. După 1975 în România socialistă (odată cu apariția liniei « național-comuniste » din perioada Ceaușescu[3]) și după 1988 în URSS (odată cu linia « glasnost » și « perestroika » din perioada Gorbaciov), « românismul » a reapărut.
- Între anii 1990 și 1992 când « românismul » a fost oficial în ambele țări, în legătură cu prăbușirea « taberei comuniste »: în acei trei ani, controversa s-a stins din nou, deoarece Republica Moldova era atunci considerată oficial ca un stat multinațional adăpostind Bulgari, Găgăuzi, Români, Ruși, Ucraineni ș. a., toți putîndu-se deopotrivă defini ca membri ai unor popoare și culturi depășind granițele Republicii, printre care poporul român.

În restul timpului, controversa a fost activă, « moldovenismul » fiind principala pîrghie a politicii țariste, sovietice și ruse în teritoriile din răsăritul Prutului și față de România, sau față de revendicările romanicilor dinafara acesteia, în timp ce « românismul » a fost pîrghia politicii culturale românești, a mișcărilor naționaliste din România și a partidelor politice pro-occidentale din Republica Moldova. Odată cu renașterea mișcărilor comuniste și recunoașterea internațională a zonei de influență excluzivă a Rusiei asupra a 12 dintre cele 15 foste republici unionale sovietice (printre care și Republica Moldova), controversa a reapărut în peisajul politic și s-a radicalizat, provocând un război civil de-a lungul Nistrului, degradând relațiile între România și Republica Moldova și ajungând, la data de 29 iunie 1994, la re-oficializarea « moldovenismului » în Republica Moldova.
Controversa privește atât validitatea în sine a definiției « moldoveniste », cât și aplicabilitea sa (numai la populația romanofonă din C.S.I., sau și la populația Moldovei românești ?).

## Originea
Controversa își are originea în eforturile de deznaționalizare depuse de Imperiul Rus și apoi de URSS în jumătatea estică a Moldovei, ocupată în perioadele 1812-1917, 1940-1941 și respectiv 1944-1991. Pentru exactitate, chiar și după 1991, pe o parte a actualei Republici Moldova (în stânga Nistrului) încă persită ilegal o armată rusă de ocupație.
Concret, încă înainte de formarea statului feudal Moldova,  populația se identifica ca fiind ”români”, uneori cu formele arhaice ”rumân”, ”rumăn” (sau cu forma rotacizată ”rumăr”, atestată într-un hrisov al lui Ștefan cel Mare din 13 martie 1489). Populația se identifica și ca ”valahi” (sau forme derivate: olah, voloh) în documentele slavone. De asemenea, populația se va identifica și ca ”moldoveni”, după întemeierea statului feudal Moldova, dar ca indicator geografic – dar nu în sens etnic.
După raptul jumătății estice a Moldovei, sub presiunea Imperiului Rus, apoi a URSS, populația Moldovei Orientale este împinsă spre o identitate diferită de cea a rudelor lor de peste Prut, iar presiunea brutală (lichidarea fizică și/sau deportarea elitelor intelectuale sau a celor care se identificau public drept ”români”) și propaganda continuă reușesc parțial secesiunea identității de ”moldovean” față de identitatea etnică de bază – aceea românească.
În Moldova Occidentală, populația a continuat să se identifice din punct de vedere etnic drept ”români” iar din punct de vedere geografic drept ”moldoveni”. Similar, în regiunea nordică ruptă din trupul Moldovei în 1774 de Imperiul Habsburgic, numită ulterior Bucovina, populația a păstrat identitatea etnică românească iar identitatea regională a devenit preponderent ”bucovineană”. Au fost totuși, în special în secolul XIX, momente ce au accentuat diferențele între moldoveni și valahi. De exemplu, Teodor Boldur-Lățescu, principalul ideolog al separatismului moldovean de după mica Unire, considera că moldovenii și valahii sunt 2 etnii diferite și îi cataloga pe valahi drept țigani. În urma revoltei separatiste coordonate stradal de Boldur-Lățescu, presa internațională a fost inundată cu articole rusești despre "lupta poporului moldovean, înrobiți de asupritorii valahi". Totuși, pe termen lung, acest fenomen nu a afectat prea mult societatea românească, identitatea de moldovean rămânând una regională, nu etnică.
În Moldova Orientală, se poate aprecia că identitatea moldovean-român este în prezent (2022) recunoscută de aproximativ 40% din populație, în baza sondajelor de opinie privind o eventuală unire a R. Moldova cu România. Acest procentaj urmează un trend ascendent, pe măsură ce efectele propagandei mincinoase sovietice sunt eliminate prin accesul liber la informație.
Pentru exemplificarea efectelor propagandei sovietice, o versiune precedentă a acestui paragraf (”Originea”) stipula în mod fals că: 
”Ca în toată Europa, întrucât nu exista conștiință națională, identitatea populației băștinașe din voevodatul Moldovei era inițial locală și nu națională, națiunile definite prin originile comune și prin limbă apărând abia prin secolul XIX. Așadar, oamenii locului, deși afirmau a vorbi o limbă "rumânească" adică, după Miron Costin și Grigore Ureche, o limbă "ce se trage de la Râm", se defineau ca "Moldoveni".” 
În realitate, aceiași autori - Miron Costin și Grigore Ureche - folosesc clar etnonimul ”români”. De exemplu: ”Așa și neamul acesta, de carele scriem, al țărâlor acestora, numele vechiu și mai direptu ieste rumân...” (Miron Costin – De Neamul Moldovenilor). Sau: ” Și așa de sârgu s-au lățit rumănii în gios și rușii în sus.” (Grigore Ureche – Letopisețul Țării Moldovei). Este evident că Miron Costin vorbește de un ”neam”, adică un etnos, pe care îl descrie ca trăind în 3 entități politice (Moldova, Țara Românească, Transilvania). La fel, Grigore Ureche nu vorbește de o identitate locală, pentru că în același topos (loc) contrapune două identități etnice. Tot vornicul Ureche scrie că ”Rumânii, câți să află lăcuitori la Țara Ungurească și la Ardeal și la Maramoroșu, de la un loc suntu cu moldovenii...”, or dacă ar fi fost vorba de identitate locală, locuitorii acelor țări ar fi fost numiți unguri, ardeleni și respectiv maramureșeni. Identitatea locală este folosită de Ureche numai pentru a descrie moldovenii, întrucât nu ar fi avut sens să scrie că ”Rumânii..., de la un loc suntu cu Rumânii...”.
Rădăcinile controversei identitare în Republica Moldova provin din inhibarea a conștiinței naționale, în măsura în care atât Imperiul Rus până în 1917, cât și Uniunea Sovietică și în sfârșit unele guverne ale Republicii Moldova, au încercat să stârpească sentimentul "românității" și să transforme sentimentul "moldovenesc", dintr-o simplă apartenență geografică și istorică, într-un sentiment național diferit de cel românesc și chiar potrivnic acestuia. Rezultatul actual este că printre Moldoveni, cei din apusul Prutului au dreptul de a fi simultan Români și Moldoveni, pe când cei din răsăritul Prutului au uneori de ales între a fi Români sau Moldoveni.

## Contextul
Cazul Republicii Moldova nu este unic. În republicile foste iugoslave întâlnim de asemenea transformarea sentimentului "local", dintr-o simplă apartenență geografică și istorică, într-un sentiment național deosebit de cel iugoslav, sârbesc sau bulgăresc și potrivnic acestora. Astfel, în Muntenegru există o controversă identitară între oamenii care se simt "sârbi" fiindcă vorbesc aceiași limbă ca și sârbii și au aceeași religie, și cei care se simt "Montenegrini" fiindcă Muntenegru și Serbia au avut perioade când au făcut parte din state diferite sau au fost state diferite. Guvernul, desigur, promovează identitatea "Montenegrină".
Pe de altă parte, cazul Republicii Moldova nu poate fi comparat cu cazul ”Muntenegru” decât în mică măsură. Astfel, spre deosebire de cazul Muntenegru-Serbia, Moldova adevărată, profundă, ”rădăcina” - cea dintre Prut și Nistru - nu și-a pierdut niciodată identitatea românească, ba dimpotrivă: cărturarii moldoveni au fost printre primii care au sublinat unitatea românilor, care au denumit principatele locuite de români grupate sub numele colectiv ”România” cu mult înainte de întemeierea statului unitar ”România” (exemplu: ”Cântarea României” - Alecu Russo, 1850; sau ”Hora Unirii”... pe pământul României, Vasile Alecsandri, 1848). 
Altă deosebire față de cazul ”Muntenegru” este faptul că acolo nu a existat un efort concertat de izolare, rupere și deznaționalizare, așa cum au impus imperiile cu capitala la Moscova după 1812 în Moldova Orientală. 
Foarte semnificativă este și următoarea diferență: din totalul populației îndreptățite să se identifice drept ”moldoveni” pe criterii etnice, circa 80% admit identitatea moldovean-român (quasi-totalitatea moldovenilor din România și Cernăuți, precum și aproximativ 40% dintre moldovenii din R. Moldova - identificandu-se etnic drept români, și numai circa 50-60% din moldovenii din R. Moldova, adică 20% din total, afectați de propaganda mincinoasă sovietică, pretinzând o identitate moldovenească distinctă de cea română).

## Dreptul strămoșesc și dreptul pământean
Dreptul strămoșesc definește naționalitatea după strămoșii fiecărui cetățean: oricine are strămoși nemți, sau ruși, va fi socotit respectiv neamț sau rus indiferent de țara unde trăiește, de limba pe care o vorbește, de pașaportul pe care îl are.
Dreptul pământean definește naționalitatea după pașaportul fiecărui cetățean: oricine are documente germane sau austriece este German sau Austriac, oricine are documente rusești este Rus, indiferent de strămoșii, limba sau credințele sale. Pentru exactitate, menționăm că în Federația Rusă există conceptul de Rusky (rus - în sens etnic) și respectiv conceptul de Rosianin (rus - în sens politic, al cetățeniei).
După unele opinii, unul din motivele care întrețin controversa identitară în Republica Moldova este faptul că dreptul constituțional se inspiră îndeosebi din cel strămoșesc, dar introducând o aparentă discriminare între majoritate și minorități, cu inconveniente și avantaje diferite între dânsele.
Constituția Republicii Moldova nu recunoaște ca Moldoveni decât pe băștinașii majoritari, ceea ce îi face pe unii minoritari să se simtă străini de o patrie, care poartă numele a numai două treimi din populație.
Dacă Republica Moldova ar adopta dreptul pământean, toți cetățenii țării ar fi deopotrivă "Moldoveni" (în sensul geografic și politic al cuvântului), indiferent de originile sau limbile lor, iar pe planul cultural ar fi Moldoveni români, ruși, ucraineni ș.a.m.d., cu aceleași drepturi pentru toți, așa cum există Elvețieni nemți, francezi sau italieni, toate aceste comunități culturale având deopotrivă dreptul de a își afirma istoria, limba și cultura în relație cu Germania, Franța sau Italia. Este soluția preconizată de trimisul Uniunii Europene la Chișinău, Gunther Verheugen. Pe planul dreptului internațional, ea este deja aplicată: când cineva arată un pașaport al Republicii Moldova, autoritățile internaționale îl consideră Moldovean și nu-l întreabă ce strămoși are.
Pe de altă parte, o abordare prin prisma dreptului pământean ar putea întâmpina opoziție din partea altei părți a societății, atât dintre majoritari cât și dintre minoritarii care nu doresc să fie transformați automat și forțat în ”Moldoveni”, ci preferă să-și cultive identitatea etnică și să se rezume la a fi cetățeni moldoveni (ai Republicii Moldova), cu drepturi depline.
Din ianuarie 2010 a fost pornită campania Anti-tanc de sensibilizare a opiniei publice pentru demontarea tancurilor sovietice care servesc pe post de monumente în diferite localități din Republica Moldova.

## Consecințele controversei

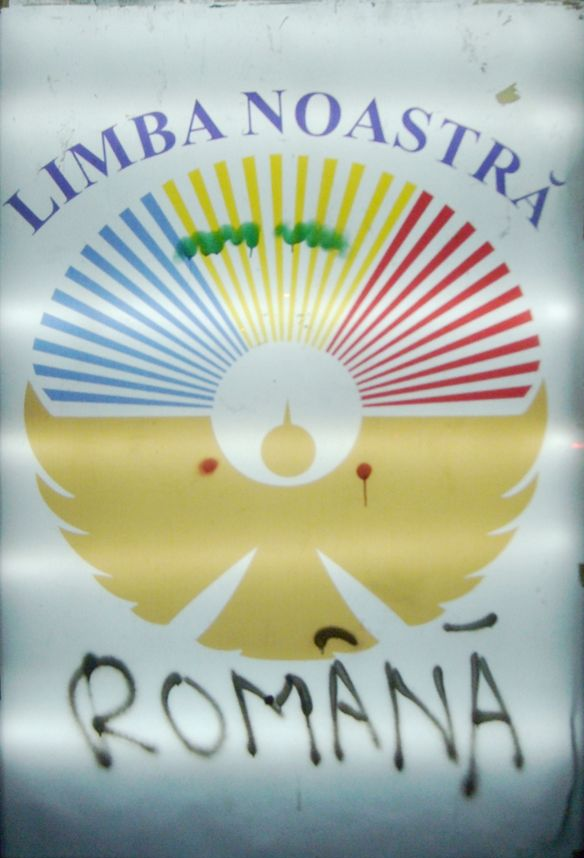
Panou de publicitate stradală cu ocazia Sărbătorii Limbei Noastre, cu cuvântul „Română” adăugat

De regulă, partizanii identității civice moldovenești consideră că discriminarea constituțională între majoritate și minorități traduce, dar în același timp întreține, greutățile întâmpinate de Republica Moldova pentru a își elabora o identitate deopotrivă acceptabilă pentru toți cetățenii țării. Ei consideră că aceste greutăți se traduc prin :
- instabilitatea constituționala și legislativă (constituția și numeroase legi, imnul de stat, uniformele, instituțiile, organizarea teritorială s-au schimbat de mai multe ori de la independență încoace) ;
- imposibilitatea de a construi un patriotism local, cu un minimum de încredere in viitorul statului (care se vede in problemele grave ale învățământului și în rata foarte ridicată de expatrieri și de duble sau triple cetățenii printre locuitorii Republicii) ;
- o organizare teritorială în care unitățile teritoriale nu sunt concepute după criterii geografice practice, ci după criterii politice, în care federalismul nu este folosit în mod egal pentru toate "Raioanele" (cuvânt sovietic; în Moldova de odinioară, Ținuturile erau împărțite în Ocoluri) ci în profitul unor unități teritoriale privilegiate, care dispun de o autonomie mult mai mare decât raioanele și dintre care una scapă total autorității guvernului și este de fapt ocupată militărește de o putere străină ;
- instabilitatea în relațiile Republicii Moldova cu țările vecine, relații folosite în mod potrivnic de feluritele partide, în politica internă : fiecare partid utilizează relația sa privilegiată cu una dintre țările vecine, ca sprijin împotriva partidelor adverse, care la rândul lor folosesc relațiile adversarilor ca sperietoare pentru proprii lor alegători ;
- dificultăți în relațiile cu Uniunea Europeană, în măsura în care România a declarat că nu va semna niciun act oficial în care ar fi menționată vreo limbă sau etnie "moldovenescă diferită de cea românească" (ceea ce amintește de controversa între Republica Macedonia de Nord și Grecia: controversă de altă natură -este vorba aici despre numele țării- dar cu aceleași efecte). O astfel de pozițe a României ar fi normală prin prisma adevărului istoric și considerând faptul că cei mai mulți moldoveni au construit România și locuiesc în România.

În opinia partizanilor identității tradiționale (românești) însă, consecințele negative ale controversei constau în:
- pierderea identității, deznaționalizare, legitimizarea unei identități false ”moldovenești” create de stalinism cu scopul evident - ”divide et impera”;
- împiedicarea / îngreunarea re-unirii Republicii Moldova cu România și eventual astfel - cu Uniunea Europeană;
- împiedicarea / îngreunarea scoaterii cetățenilor R. Moldova din marasmul economic cauzat de staționarea în zona gri de la periferia Uniunii Europene și având un conflict înghețat pe teritoriu, care trenează din 1992 fără progrese reale spre însănătoșire;
- rămânerea constantă sub amenințarea imperialismului moscovit, după cum au demonstrat și experiențele Georgiei și Ucrainei.

## Controversa identitară moldovenească în fața Uniunii Europene
Deputații comuniști din Parlamentul Moldovei, Irina Vlah și Grigore Petrenco fac parte din Biroul executiv al Partidului Stângii Europene (majoritar comunist): au fost aleși cu prilejul celui de-al II-lea congres, la Praga, în 24 noiembrie 2007.
În 2007, Grigore Petrenco a contribuit la înființarea « Comunității moldovenești din România », rezervată moldovenilor născuți în Republica Moldova, declarați ca « naționalitate » diferită de cea românească. Cunoscând legea română și bazându-se pe faptul că în România, cuvintele « naționalitate » și « cetățenie » au semnificații legale diferite, Grigore Petrenco se aștepta ca autoritățile românești să reacționeze interzicând-o, ceea ce s-a și produs prin decizia tribunalului din Pașcani (dosarul nr. 4.094/866/2007).
Odată această decizie publicată, Grigore Petrenco, bazându-se pe faptul că în Europa (și în dreptul internațional), cuvântul « naționalitate » înseamnă « cetățenie », a început o campanie politică și de presă prin care acuză România că nu le recunoaște Moldovenilor (sau persoanelor originare din Republica Moldova) dreptul constituțional de a se asocia.
La data de 26 iunie 2008, Grigore Petrenco a prezentat în fața Comitetului Miniștrilor al Uniunii Europene întrebarea nr. 551 relativă la "refuzul autorităților românești de a recunoaște dreptul Moldovenilor de a avea o identitate națională" (documentul nr. 11.668): "În ce măsură atitudinea autorităților românești este conformă cu normele Consiliului Europei, și ce dispoziții va lua Consiliul Miniștrilor pentru a preveni violarea dreptului Moldovenilor din România de a avea o identitate națională, și pentru a pune capăt acestui viol" ?
Această controversă e oarecum identică cu cea din vestul Peninsulei Iberice, unde are loc o dezbatere aprinsă asupra naturii relației dintre limba portugheză (din Portugalia) și limba ori dialectul galician (din nord-vestul Spaniei). Dezbaterea de acolo se numește "reintegracionismo".